# Jelcz-Laskowice
Jelcz-Laskowice est une ville de Pologne, située dans le sud-ouest du pays, dans la voïvodie de Basse-Silésie. Elle est le chef-lieu de la gmina de Jelcz-Laskowice, dans le powiat d'Oława.